# Machine à vendanger

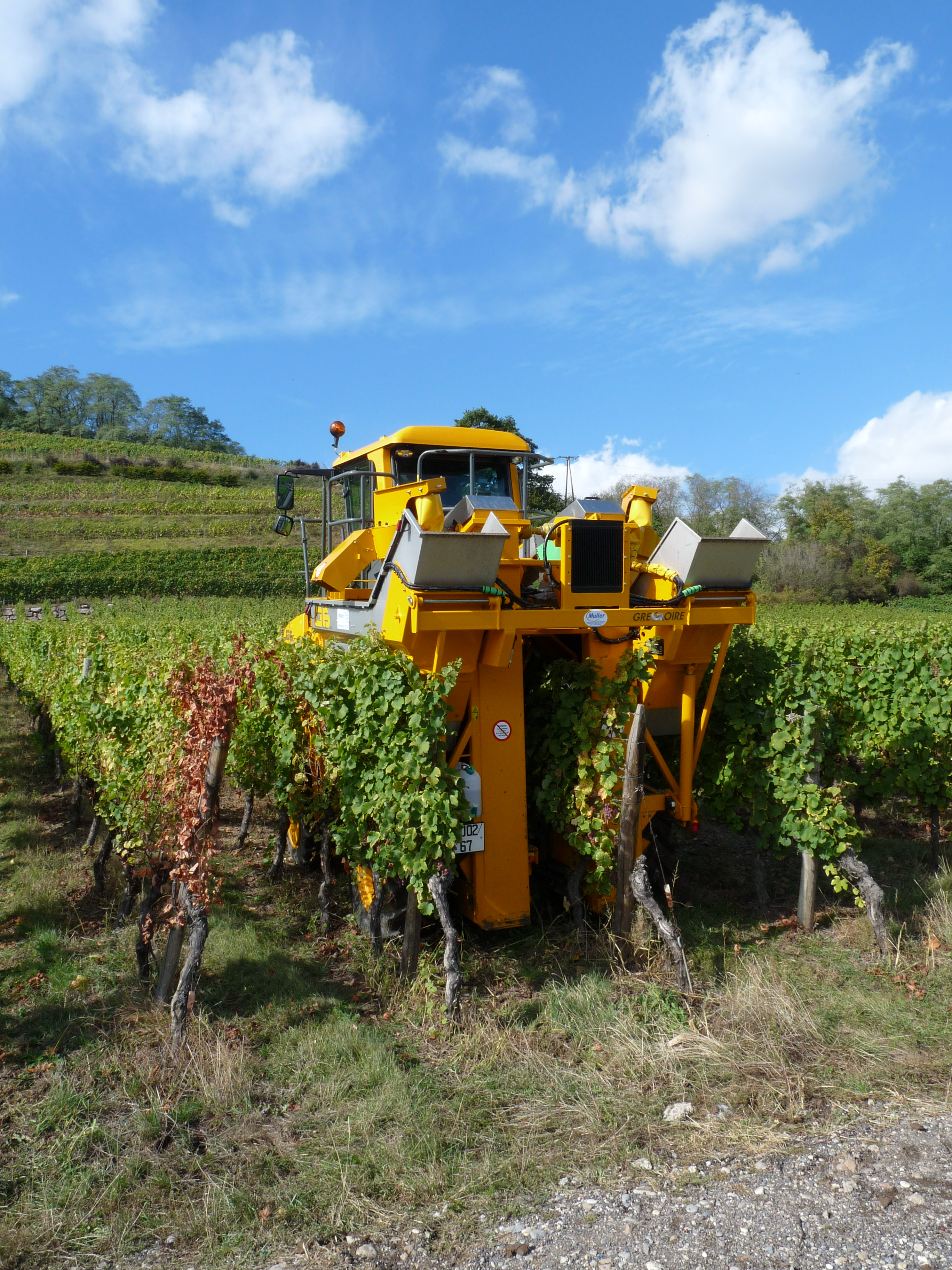
Machine à vendanger en action à Orschwiller.

Une machine à vendanger, encore appelée vendangeuse est une machine agricole, généralement automotrice, conçue pour assurer la récolte des raisins. Ce type de machine effectue en une seule opération l'ensemble des opérations de la vendange : nettoyage, portage et transfert dans les bennes de débardage.
La machine à vendanger nécessite que certaines conditions soient réunies, notamment un aménagement des parcelles du vignoble pour permettre une bonne accessibilité, et une adaptation du mode de conduite de la vigne (taille, palissage…). Elle n'est pas utilisable dans toutes les situations, ni avec tous les cépages, et certaines AOC en interdisent l'emploi, notamment lorsque les règles de l'appellation imposent que les grappes restent entières lors de la vendange. Il faut notamment que les grappes s'égrènent facilement lorsqu'elles sont secouées, sans que les grains éclatent. Les inconvénients sont notamment les pertes (de l'ordre de 6 %) et le fait que la récolte n'est pas totalement propre (présence de débris de feuilles, pétioles…).

## Principe de fonctionnement

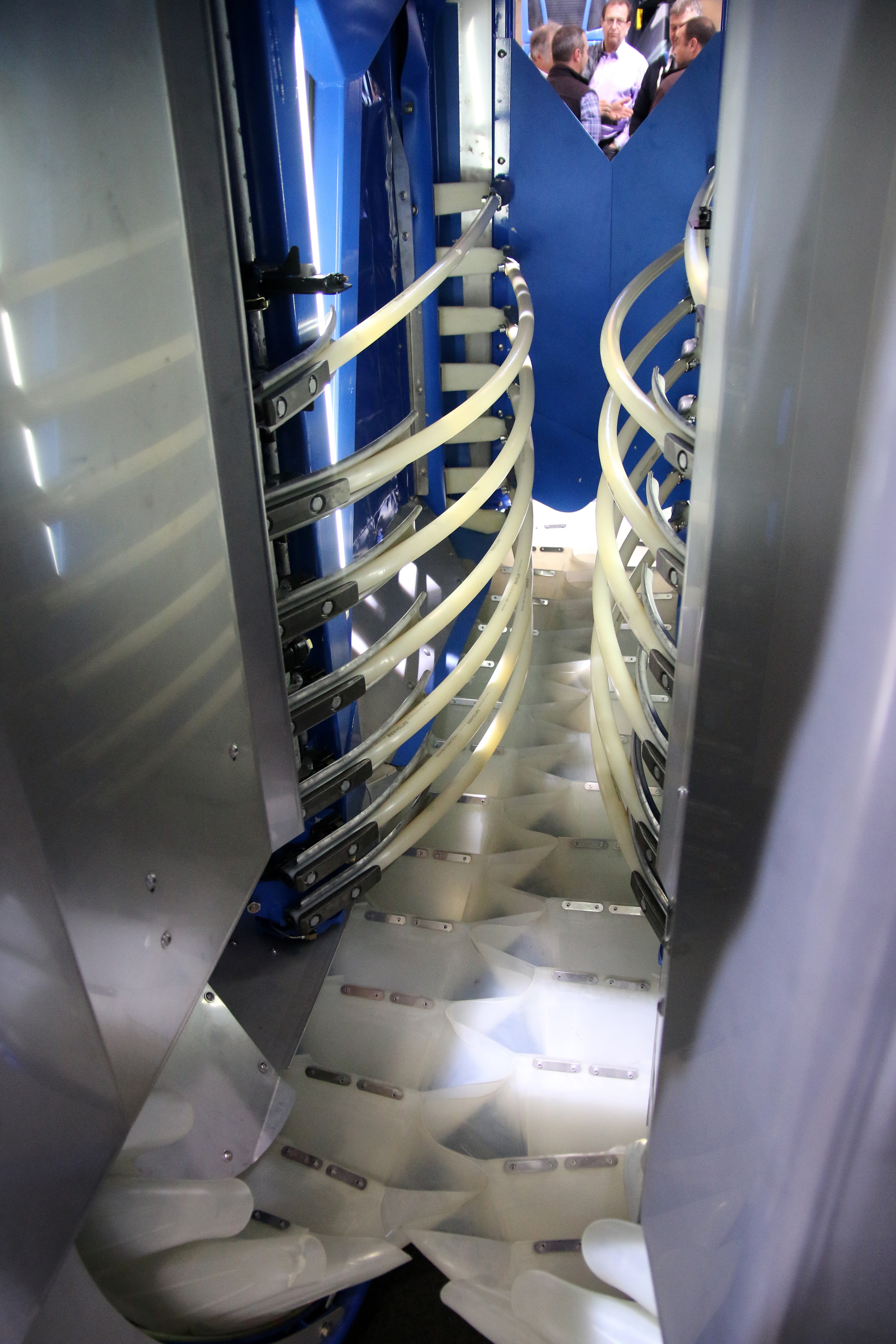
Batteurs de la tête de récolte.

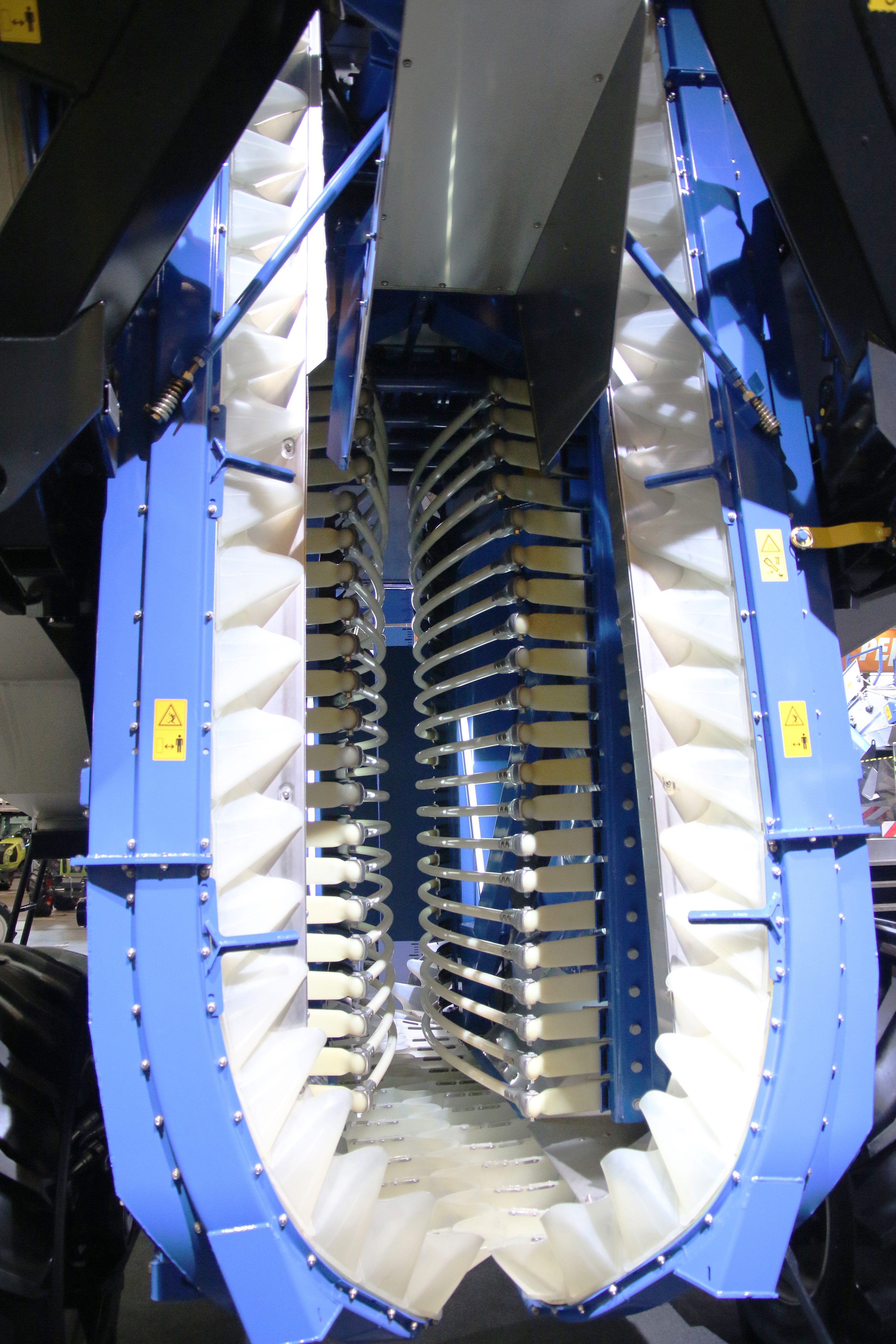
Norias convoyeurs (au premier plan) sur une machine à vendanger haute.

La machine enjambe le rang de vigne ; des bras cueilleurs, secoueurs, batteurs ou encore fouetteurs vibrent la végétation (jusqu'à 600 coups par minute) et font tomber les grains vers un mécanisme de récupération, tapis ou godets. Un aspirateur souffle la récolte pour évacuer les feuilles et branches tombés lors du secouage.
Composition d'une machine à vendanger :
- une tête de récolte, partie la plus complexe et la plus délicate de l'ensemble ;
- un système de transfert, tapis convoyeurs ou norias ;
- un système de nettoyage, aspirateur et broyeur de feuilles et débris ;
- des trémies de stockage.

Certains constructeurs proposent un système de tri de la vendange en amont des bennes permettant la séparation du jus, des grains, feuilles, pétioles et sarments.
Une tête de récolte dispose de 4 principes successifs et complémentaires supprimant les postes d’égrappage et de tri au chai :
- réglage des paramètres de la tête de récolte depuis le poste de conduite de manière intuitive ;
- trieur séparant les feuilles des grappes entières ;
- égreneur linéaire à haute fréquence séparant les grains de la rafle sans aucun fractionnement ;
- table de tri embarquée évacuant la totalité des corps étrangers et 95 % des pétioles entiers.

## La mécanisation en question
Compte tenu du caractère "traditionnel" et de la culture très ancienne de la façon de vendanger dans les "vieux" pays viticoles, la mécanisation de cette activité suscite encore, plus de trente ans après les premières machines à vendanger, des méfiances et interrogations quant à la préservation de la qualité des récoltes. La première région où la mécanisation de la vendange s'est implantée de façon massive a été le Bordelais, explicable par un terrain peu accidenté et des grains à peau épaisse se détachant facilement, où l'on pouvait compter quelque 300 machines dans les années 1980.
La technique évoluant et l'apparition de systèmes réglables permettant d'adapter le secouage à ses propres besoins ont depuis prouvé que la qualité est conservée, voire améliorée sur la dégustation du vin. De plus, la rapidité de la récolte permet de vendanger au plus près de la maturité optimale du raisin et augmente ainsi l'homogénéité de la vendange.
Un obstacle non négligeable à l'utilisation de machines est l'aménagement des vignes qui doivent être spécialement préparées pour pouvoir les accepter. Les terrains trop pentus, les largeurs de rangs trop faibles, des vignes trop petites ne permettent pas le passage de la machine.
La mécanisation de la vendange est rentrée dans les mentalités des viticulteurs et ceux-ci y voient un outil permettant d’accroître la rentabilité de leur activité. Les machines à vendanger sont présentes maintenant dans toutes les régions et pays producteurs de vin (en 2010, 60 % des vendanges en France sont réalisées par ces machines), et environ 1 000 de ces machines se vendent chaque année dans le monde.

## Les constructeurs
- Alma
- Bobard
- Braud (appartenant au groupe italien Fiat Industrial)
- ERO Geratebo
- Grégoire (appartenant au groupe italien Same Deutz-Fahr)
- Kremer
- Lauprêtre
- New Holland (appartenant au groupe italien Fiat Industrial)
- Pellenc
- Tecnoma

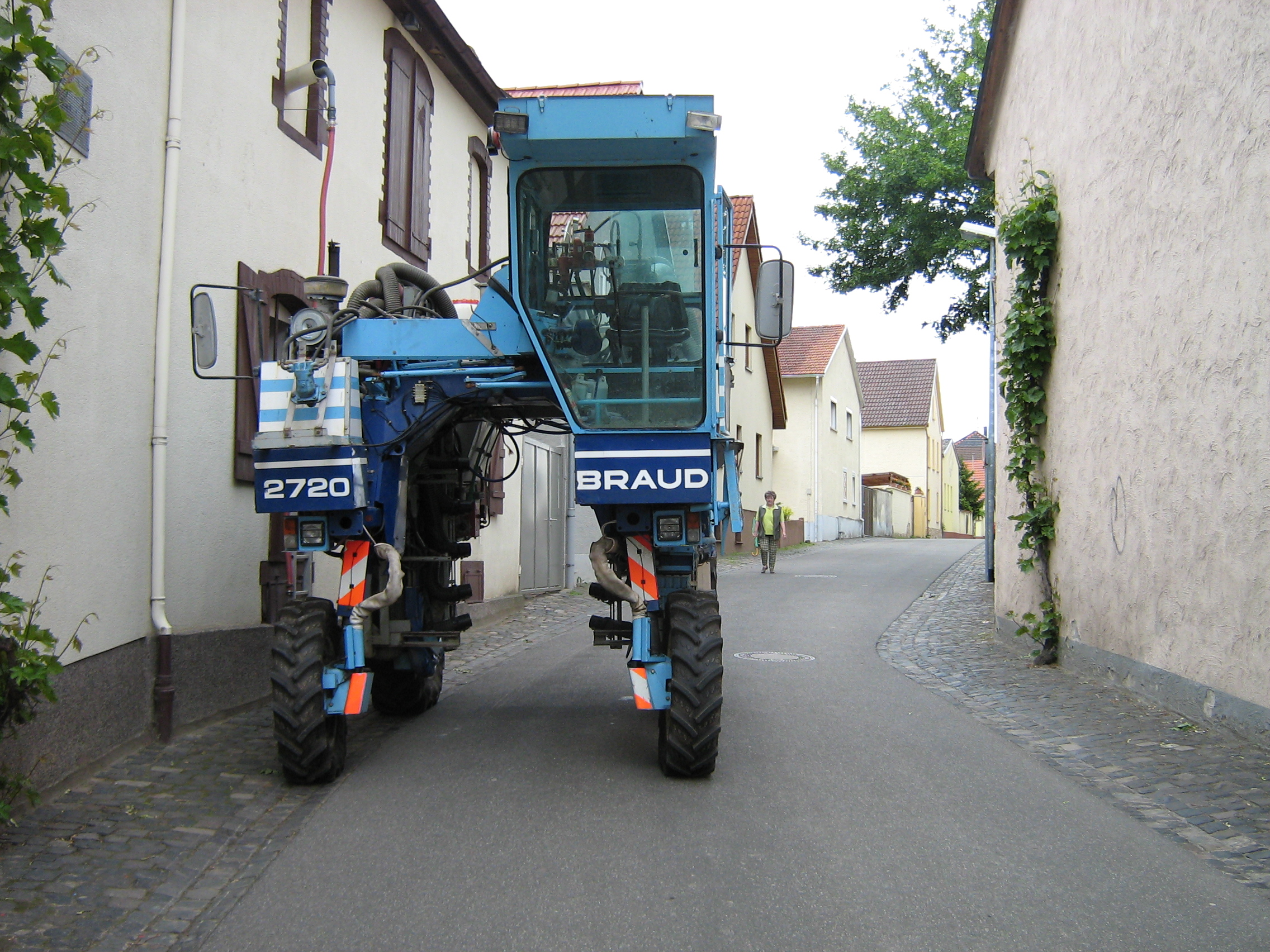
Machine à vendanger Braud.
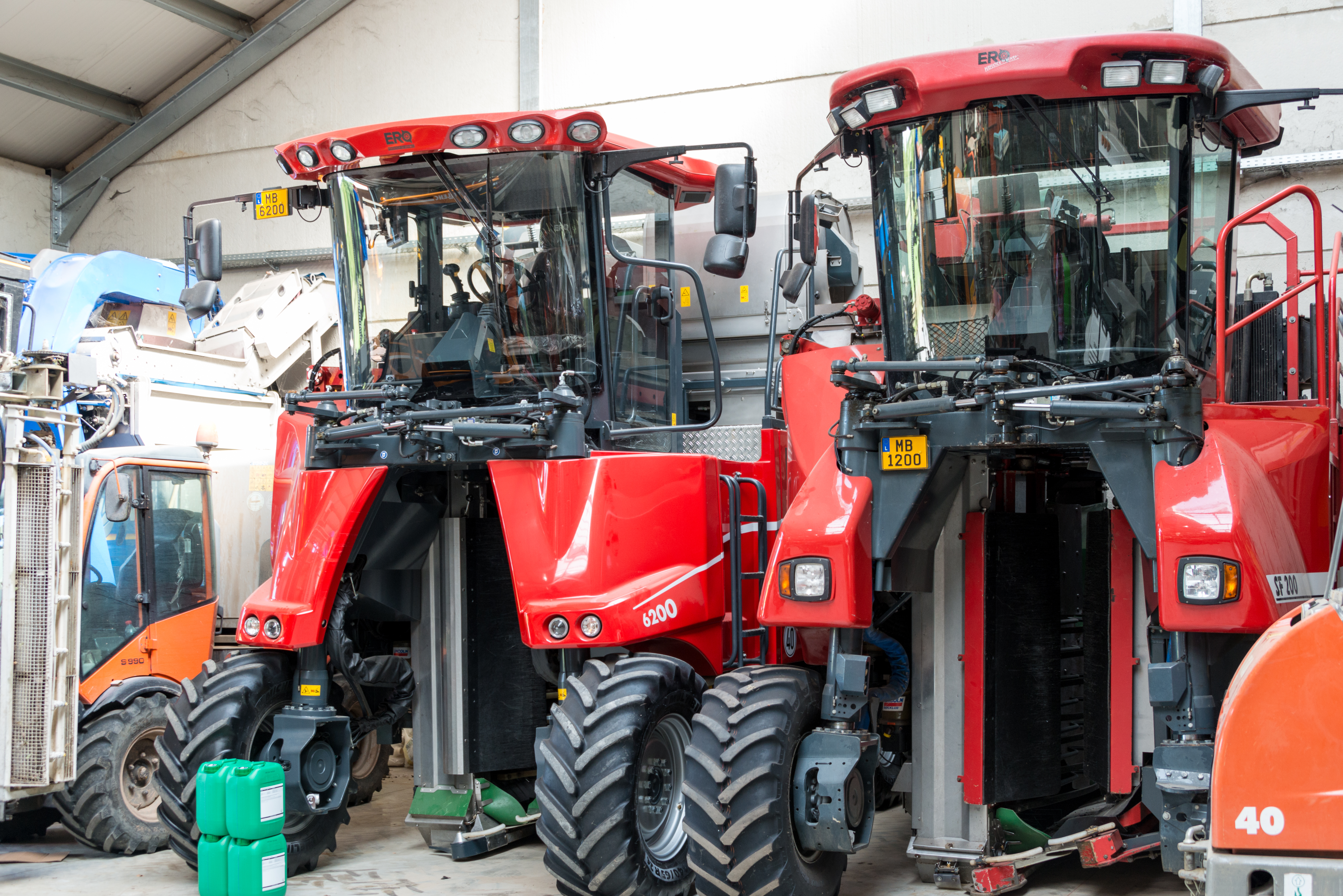
Machines à vendanger Ero Geratebo.
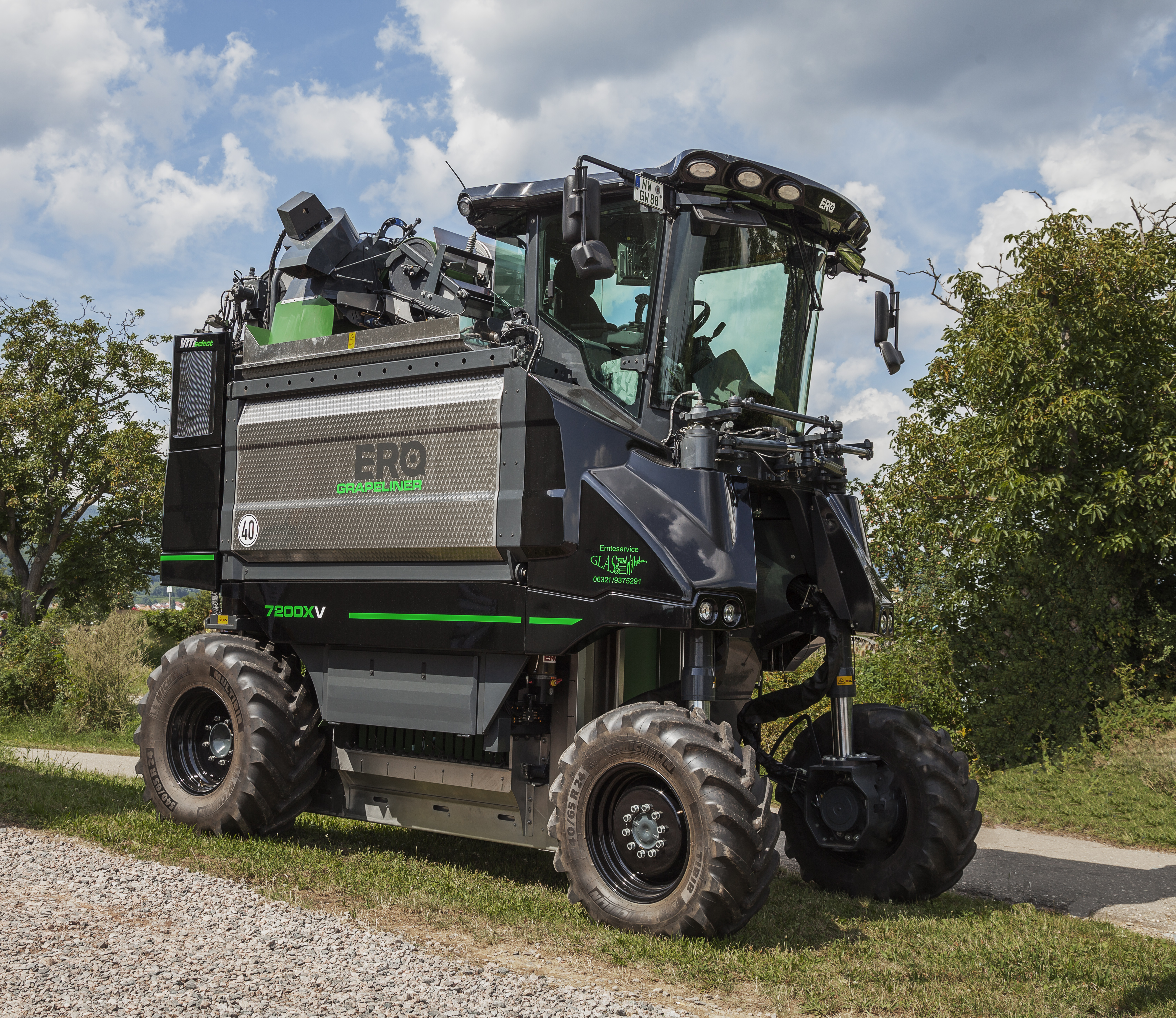
Machine à vendanger Ero Geratebo.
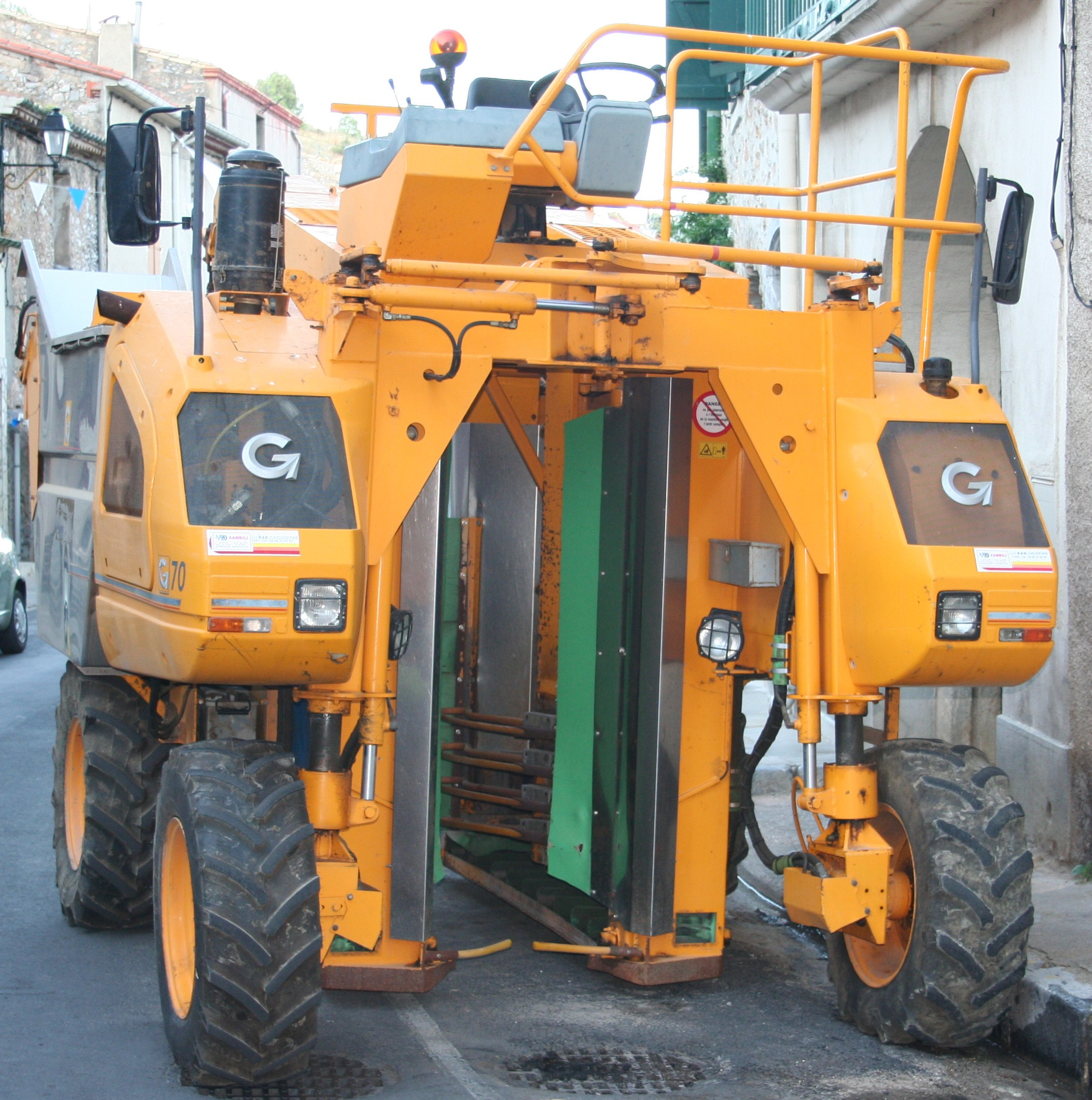
Machine à vendanger Grégoire.
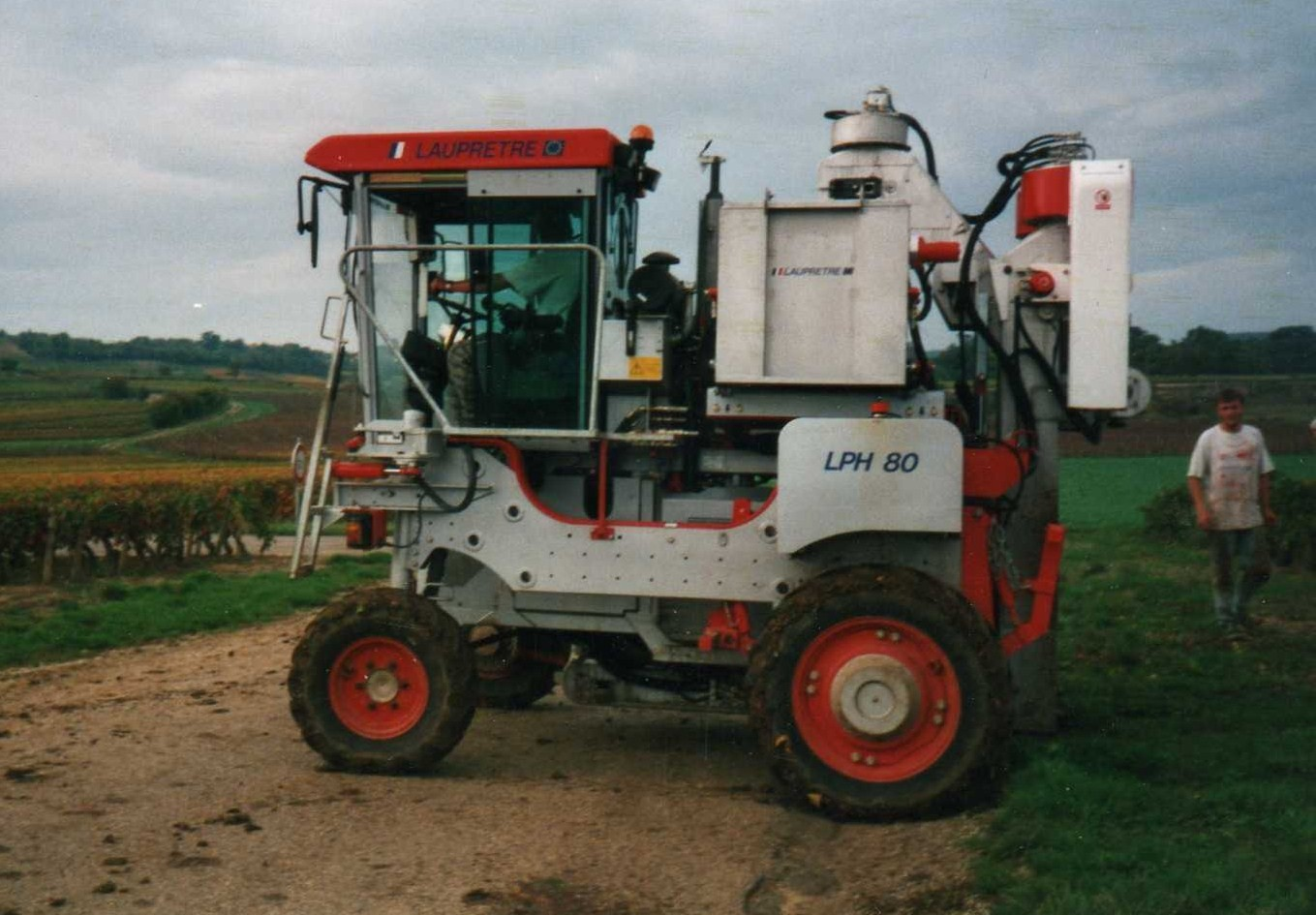
Machine à vendanger Lauprêtre.
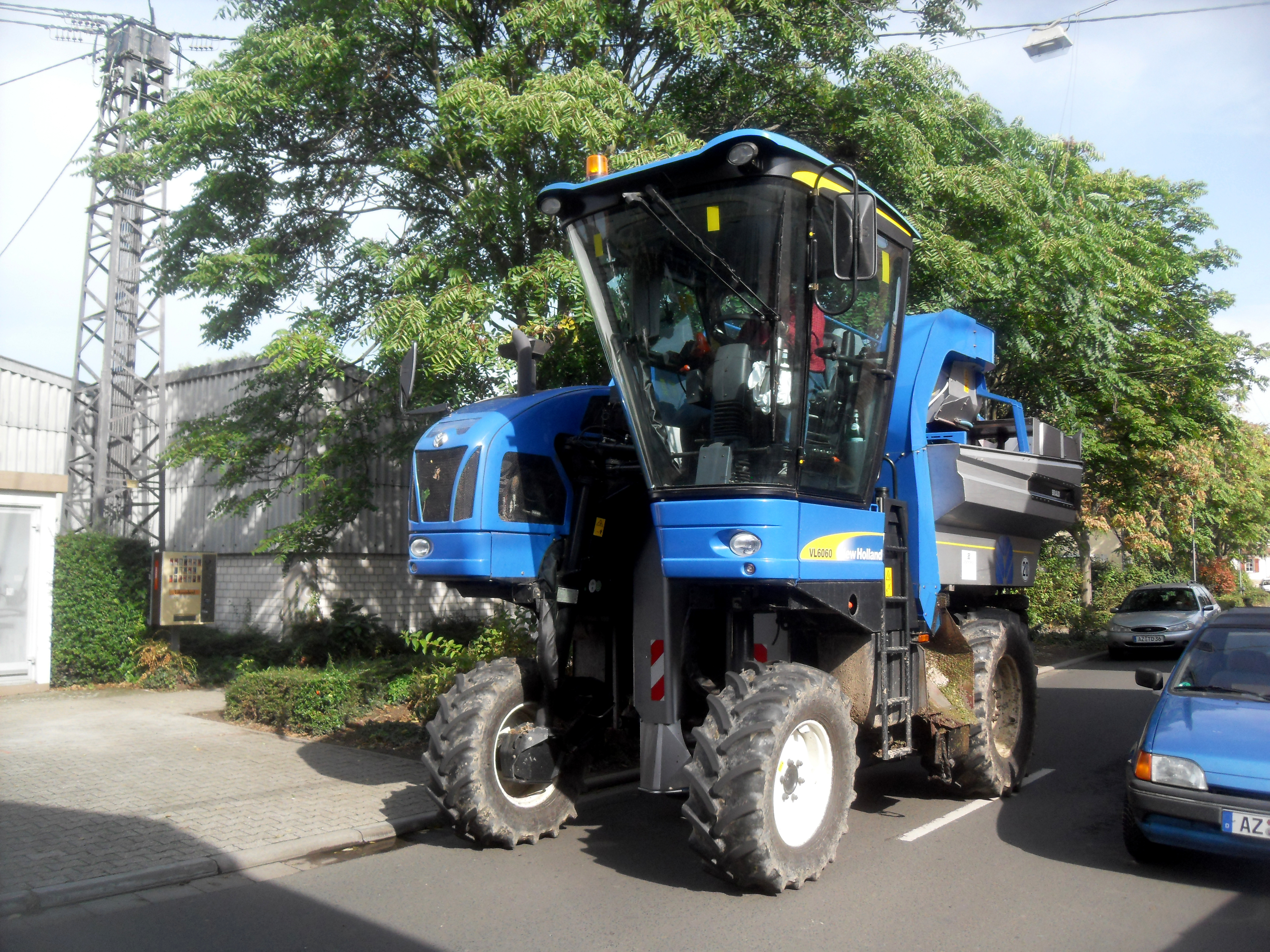
Machine à vendanger New Holland.
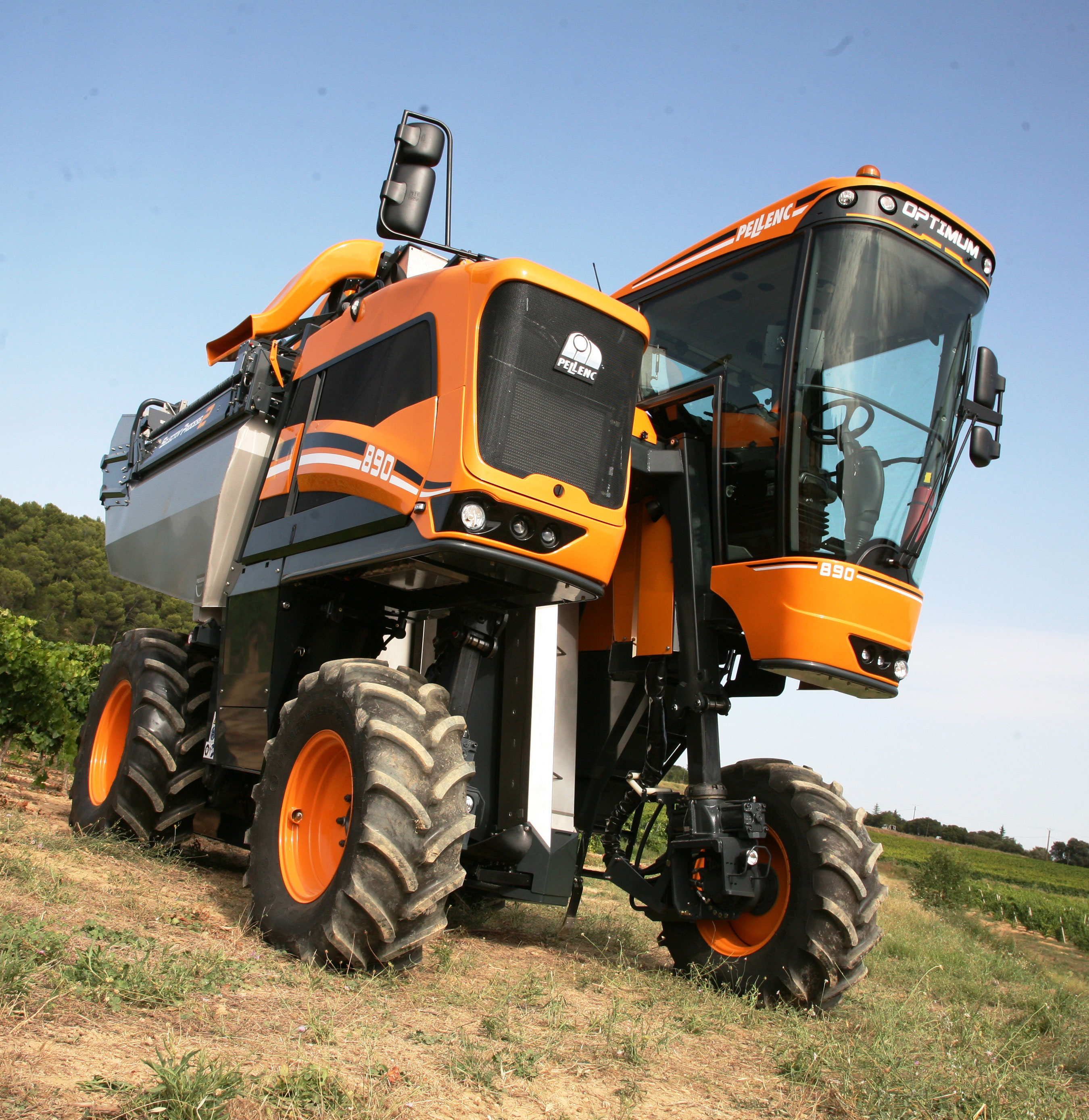
Machine à vendanger Pellenc Optimum.